# Marcelina Kiala
Marcelina Kiala (Luanda, 9 de novembro de 1979) é uma handebolista profissional angolana.
Ela representou seu país, Angola, em 2000 e 2012.